# أبادير (اسم فينيقي)
أبادير (بالإنجليزية: Abadir)‏ اسم فينيقي للرب الأعلى ومعناه «الأب الجبار» أو حسب لفظه «الأب القادر». أو «بادير» هو تحريف لـ«باتير» (بالإنجليزية: Pater)‏ بمعنى (الأب)، وقد استعمله الأقباط في مصر.